# Merkelcel

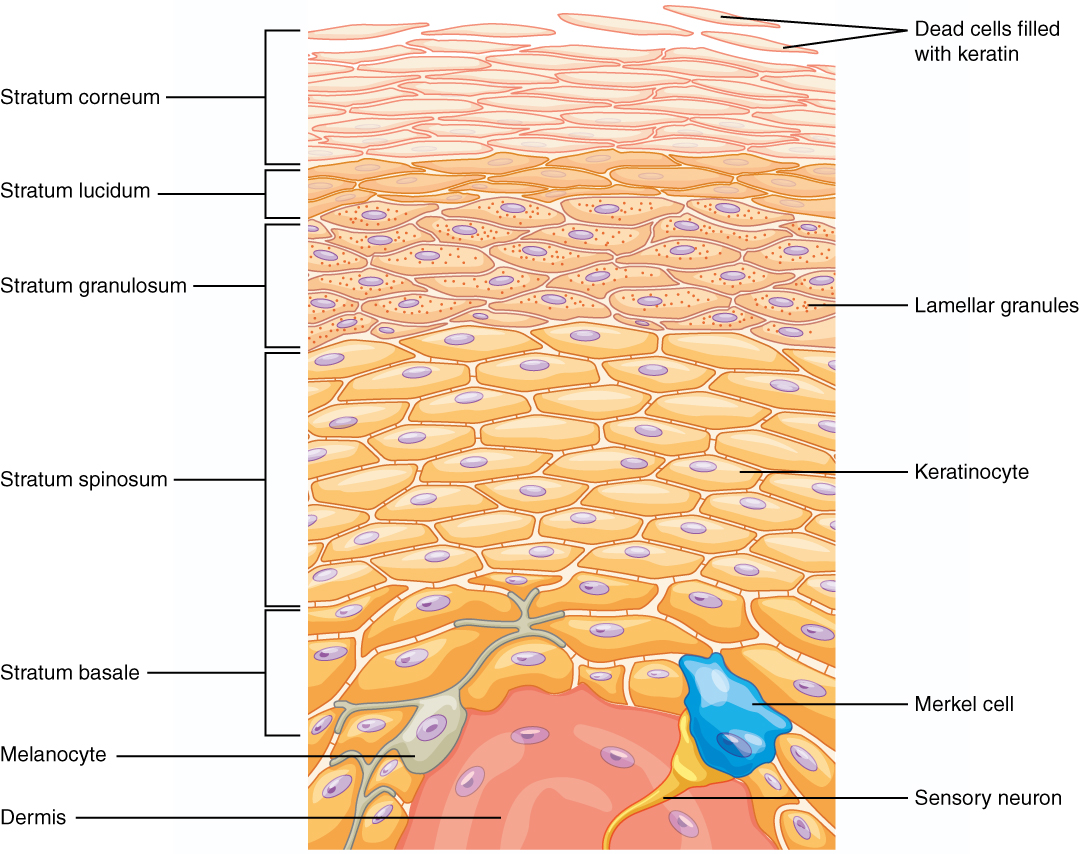
Dwarsdoorsnede van de huid met een Merkelcel

Merkelcellen zijn grote, ovale cellen in de huid. Ze worden ook schijf van Merkel genoemd. Hun functie heeft te maken met het voelen van aanraking. Ze zijn naar de Duitse anatoom Friedrich Sigmund Merkel genoemd, die deze cellen in 1872 beschreef. Merkelcelcarcinoom is een erg agressieve vorm van huidkanker, die uit Merkelcellen kan ontstaan. 
Merkelcellen komen voor in de huid en sommige delen van de slijmvliezen van alle gewervelde dieren. In de huid van zoogdieren zijn het heldere cellen in basale laag van de opperhuid, 10-15 µm in doorsnede. Merkelcellen zijn afkomstig uit de neurale lijst en liggen meestal dichtbij (gevoels)zenuwuiteinden. De precieze functie van Merkelcellen is niet helemaal duidelijk. Ze werden door F Merkel tastcellen genoemd, maar daar is nog steeds geen zekerheid over. 
- Dit artikel of een eerdere versie ervan is een (gedeeltelijke) vertaling van het artikel Merkel cell op de Engelstalige Wikipedia, dat onder de licentie Creative Commons Naamsvermelding/Gelijk delen valt. Zie de bewerkingsgeschiedenis aldaar.